# إغوانا الكاية البيضاء
إغوانا الكاية البيضاء (الاسم العلمي: Cyclura rileyi cristata ) هي نويع الإغوانا الصخرية، وهي من السحالي المهددة بخطر أقصى للإنقراض من العائلة الإغوانية.
هذا النوع موطنه الأصلي ثلاث مجموعات جزر في جزر البهاما، وهو آخذ في التناقص بسبب تعدي الإنسان على موطنه الأصلي وافتراس الكلاب والقطط البرية.
ومن نويعات الإغوانا الصخرية الأخرى:
- إغوانا جزيرة واتلينغ (Cyclura rileyi nuchalis)
- النوع الفرعي الاسمي (Cyclura rileyi rileyi).

وقد ظهرت صورة الإغوانا الصخرية على ظهر ورقة نقدية تذكارية قيمتها دولار بهامي واحد أصدرت عام 1992.